# Catasticta lisa
Catasticta lisa är en fjärilsart som beskrevs av Baumann och Eduard Johannes Reissinger 1969. Catasticta lisa ingår i släktet Catasticta och familjen vitfjärilar.
Artens utbredningsområde är Peru. Inga underarter finns listade i Catalogue of Life.